# 米勒多夫 (伯恩州)

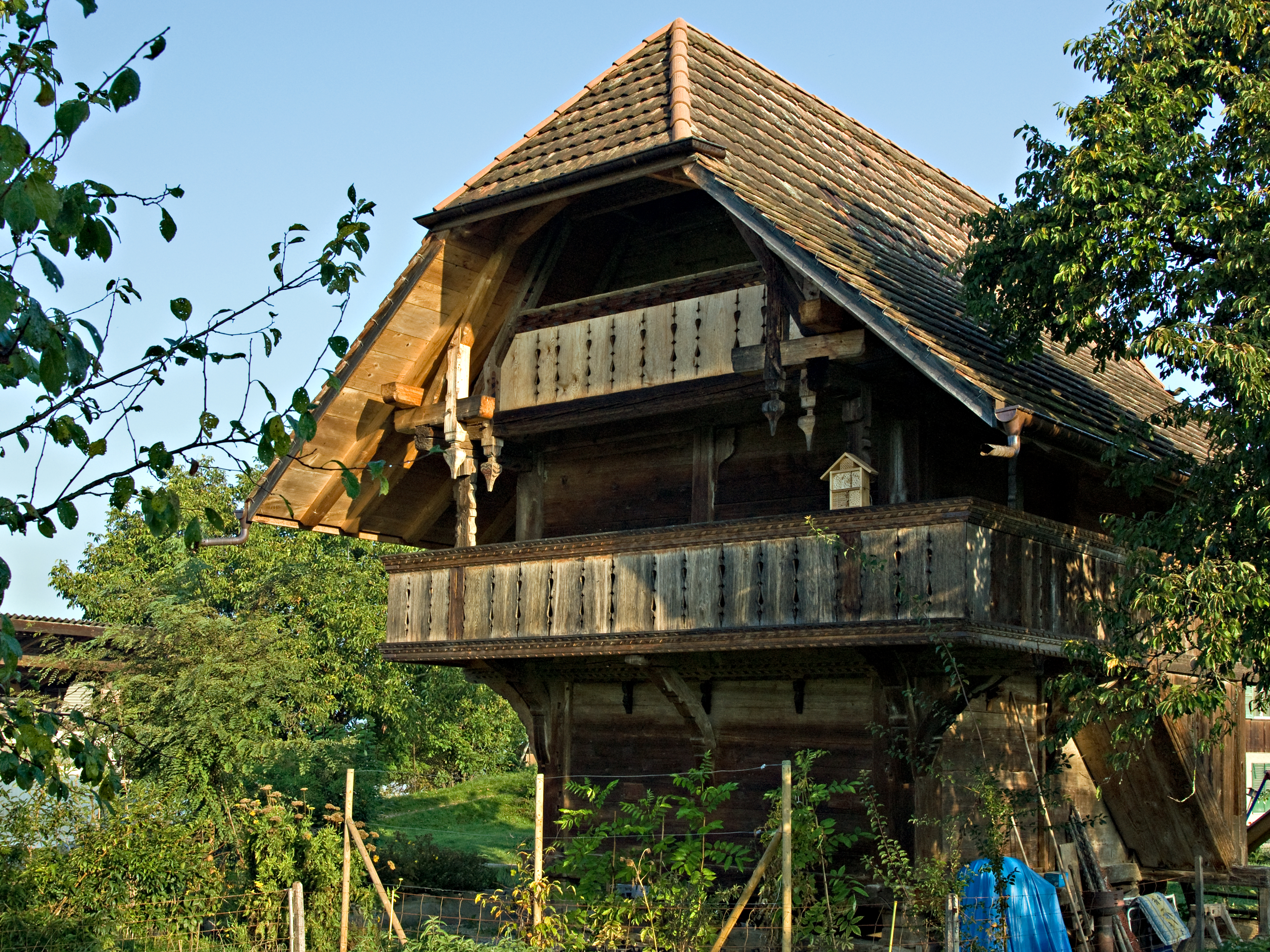

米勒多夫是瑞士的城鎮，位於該國中西部，由伯恩州負責管轄，面積2.28平方公里，八成半土地是農業用地，海拔高度605米，2011年人口250，人口密度每平方公里110人。